# Aridagawa, Wakayama
Aridagawa (有田川町 Aridagawa-chō) là thị trấn thuộc huyện Arida, tỉnh Wakayama, Nhật Bản. Tính đến ngày 1 tháng 10 năm 2020, dân số ước tính thị trấn là 25.258 người và mật độ dân số là 72 người/km2. Tổng diện tích thị trấn là 351,8 km2.

## Địa lý

### Đô thị lân cận
- Wakayama
  - Arida
  - Kainan
  - Tanabe
  - Yuasa
  - Hirogawa
  - Kimino
  - Hidakagawa
  - Katsuragi
- Nara
  - Nosegawa

### Khí hậu
| Dữ liệu khí hậu của Shimizu, Wakayama    | Dữ liệu khí hậu của Shimizu, Wakayama | Dữ liệu khí hậu của Shimizu, Wakayama | Dữ liệu khí hậu của Shimizu, Wakayama | Dữ liệu khí hậu của Shimizu, Wakayama | Dữ liệu khí hậu của Shimizu, Wakayama | Dữ liệu khí hậu của Shimizu, Wakayama | Dữ liệu khí hậu của Shimizu, Wakayama | Dữ liệu khí hậu của Shimizu, Wakayama | Dữ liệu khí hậu của Shimizu, Wakayama | Dữ liệu khí hậu của Shimizu, Wakayama | Dữ liệu khí hậu của Shimizu, Wakayama | Dữ liệu khí hậu của Shimizu, Wakayama | Dữ liệu khí hậu của Shimizu, Wakayama |
| Tháng                                    | 1                                     | 2                                     | 3                                     | 4                                     | 5                                     | 6                                     | 7                                     | 8                                     | 9                                     | 10                                    | 11                                    | 12                                    | Năm                                   |
| ---------------------------------------- | ------------------------------------- | ------------------------------------- | ------------------------------------- | ------------------------------------- | ------------------------------------- | ------------------------------------- | ------------------------------------- | ------------------------------------- | ------------------------------------- | ------------------------------------- | ------------------------------------- | ------------------------------------- | ------------------------------------- |
| Cao kỉ lục °C (°F)                       | 19.2 (66.6)                           | 21.0 (69.8)                           | 23.4 (74.1)                           | 29.6 (85.3)                           | 31.8 (89.2)                           | 34.3 (93.7)                           | 36.6 (97.9)                           | 37.0 (98.6)                           | 34.2 (93.6)                           | 30.5 (86.9)                           | 24.9 (76.8)                           | 23.6 (74.5)                           | 37.0 (98.6)                           |
| Trung bình ngày tối đa °C (°F)           | 8.0 (46.4)                            | 9.3 (48.7)                            | 13.3 (55.9)                           | 19.0 (66.2)                           | 23.7 (74.7)                           | 26.2 (79.2)                           | 29.9 (85.8)                           | 31.2 (88.2)                           | 27.6 (81.7)                           | 21.9 (71.4)                           | 16.3 (61.3)                           | 10.6 (51.1)                           | 19.8 (67.6)                           |
| Trung bình ngày °C (°F)                  | 2.9 (37.2)                            | 3.8 (38.8)                            | 7.1 (44.8)                            | 12.3 (54.1)                           | 17.2 (63.0)                           | 20.9 (69.6)                           | 24.6 (76.3)                           | 25.2 (77.4)                           | 21.8 (71.2)                           | 15.9 (60.6)                           | 10.1 (50.2)                           | 5.0 (41.0)                            | 13.9 (57.0)                           |
| Tối thiểu trung bình ngày °C (°F)        | −1.3 (29.7)                           | −0.9 (30.4)                           | 1.6 (34.9)                            | 6.2 (43.2)                            | 11.4 (52.5)                           | 16.6 (61.9)                           | 20.7 (69.3)                           | 21.1 (70.0)                           | 17.6 (63.7)                           | 11.4 (52.5)                           | 5.3 (41.5)                            | 0.7 (33.3)                            | 9.2 (48.6)                            |
| Thấp kỉ lục °C (°F)                      | −9.4 (15.1)                           | −8.3 (17.1)                           | −5.3 (22.5)                           | −2.8 (27.0)                           | 0.2 (32.4)                            | 5.8 (42.4)                            | 11.6 (52.9)                           | 13.1 (55.6)                           | 7.4 (45.3)                            | 0.3 (32.5)                            | −2.3 (27.9)                           | −5.2 (22.6)                           | −9.4 (15.1)                           |
| Lượng Giáng thủy trung bình mm (inches)  | 80.7 (3.18)                           | 97.7 (3.85)                           | 145.6 (5.73)                          | 156.9 (6.18)                          | 184.0 (7.24)                          | 263.4 (10.37)                         | 303.5 (11.95)                         | 215.9 (8.50)                          | 262.3 (10.33)                         | 188.9 (7.44)                          | 114.9 (4.52)                          | 83.6 (3.29)                           | 2.097,3 (82.57)                       |
| Số ngày giáng thủy trung bình (≥ 1.0 mm) | 10.1                                  | 9.8                                   | 11.9                                  | 10.6                                  | 10.8                                  | 13.5                                  | 12.0                                  | 10.4                                  | 11.1                                  | 10.2                                  | 8.1                                   | 9.9                                   | 128.4                                 |
| Số giờ nắng trung bình tháng             | 93.8                                  | 104.4                                 | 145.0                                 | 179.2                                 | 188.4                                 | 122.6                                 | 155.4                                 | 191.1                                 | 141.2                                 | 143.6                                 | 125.8                                 | 102.3                                 | 1.703                                 |
| Nguồn: Cục Khí tượng Nhật Bản            |                                       |                                       |                                       |                                       |                                       |                                       |                                       |                                       |                                       |                                       |                                       |                                       |                                       |